# دشت میل
دشت میل (انگلیسی: Mil plain)  یک دشت در جمهوری آذربایجان است که در سرزمین پست کورا - ارس و در کرانه رود ارس قرار دارد.